# Heinz Salfner
Heinz Salfner, auch Heinrich Salfner, gebürtig Josef Karl Heinrich Boeßl (* 31. Dezember 1877 in München; † 13. Oktober 1945 in Berlin), war ein deutscher Schauspieler.

## Leben
Er studierte Literatur und Kunstgeschichte, entschied sich dann aber für den Schauspielerberuf. 1899 debütierte er am Theater von Liegnitz. 1900 kam er nach Zwickau, 1901 spielte er am Hoftheater München die Titelfigur von Ibsens Peer Gynt.
Ab 1908 war Salfner am Stadttheater von Leipzig tätig, wo er seit 1908 auch Regie führte. Von 1910 an stand er auf Berliner Bühnen, insbesondere am Neuen Schauspielhaus. Er verkörperte den Gynt, den Liliom und über 300-mal den Professor Higgins in Shaws Pygmalion. 280-mal spielte er die Titelfigur des Professor Bernhardi von Arthur Schnitzler.
Ab 1913 erhielt er im Film zunächst Hauptrollen wie gleich zu Beginn die Titelrolle des Oberst Chabert in der Verfilmung von Balzacs gleichnamigem Roman. Später wurde er ein gutbeschäftigter Nebendarsteller, der oft in Väter- und Ehemännerrollen zu sehen war.

## Filmografie
- 1914: Oberst Chabert
- 1916: Der Weisse Tod
- 1916: Höhen und Tiefen
- 1918: Die Vase der Semirames
- 1918: Peer Gynt
- 1919: Das Tor der Freiheit
- 1919: Die siebente Großmacht
- 1920: Dämon der Welt. 2. Wirbel des Verderbens
- 1920: Der Menschheit Anwalt
- 1920: Dämon der Welt. 3. Das goldene Gift
- 1920: Der Schädel der Pharaonentochter
- 1922: Jugend
- 1923: Time Is Money
- 1923: Das schöne Mädel
- 1923: Die fünfte Straße
- 1924: Frauen im Sumpf (Judith)
- 1928: Luther – Ein Film der deutschen Reformation
- 1928: Schuldig
- 1931: Die Fremde
- 1931: Sein Scheidungsgrund
- 1932: Ein toller Einfall
- 1932: Schuß im Morgengrauen
- 1933: Das Lied der Schwarzen Berge
- 1933: …und es leuchtet die Puszta
- 1933: Hans Westmar
- 1933: Drei Kaiserjäger
- 1933: Die vom Niederrhein
- 1935: Großreinemachen
- 1935: Ich liebe alle Frauen
- 1935: Ich war Jack Mortimer
- 1935: Lady Windermeres Fächer
- 1936: Donogoo Tonka
- 1936: Mädchenjahre einer Königin
- 1936: Liebeserwachen
- 1936: Skandal um die Fledermaus
- 1936: Allotria
- 1936: Schabernack
- 1936: Ein Hochzeitstraum
- 1936: Die letzten Grüsse von Marie
- 1937: Der Mann, von dem man spricht
- 1937: Togger
- 1937: Mädchen für alles
- 1937: Die Austernlili
- 1938: Fünf Millionen suchen einen Erben
- 1938: Der nackte Spatz
- 1938: Dir gehört mein Herz
- 1939: Marionette
- 1939: Ein hoffnungsloser Fall
- 1939: Anton der Letzte
- 1940: Verwandte sind auch Menschen
- 1940: Aus erster Ehe
- 1940: Unser Fräulein Doktor
- 1940/42: Der große König
- 1942: Viel Lärm um Nixi
- 1942: Die heimlichen Bräute
- 1942: Der Fall Rainer
- 1942: Vom Schicksal verweht
- 1942: Drei tolle Mädels
- 1943: Fahrt ins Abenteuer
- 1943: Himmel, wir erben ein Schloß!
- 1943: Der kleine Grenzverkehr
- 1944: Glück bei Frauen
- 1944/46: Die Fledermaus
- 1944/49: Freitag, der 13.
- 1945: Das alte Lied